# العلاقات السريلانكية الميكرونيسية
العلاقات السريلانكية الميكرونيسية هي العلاقات الثنائية التي تجمع بين سريلانكا وولايات ميكرونيسيا المتحدة.

## مقارنة بين البلدين
هذه مقارنة عامة ومرجعية للدولتين:
| وجه المقارنة                                              | سريلانكا                         | ولايات ميكرونيسيا المتحدة |
| --------------------------------------------------------- | -------------------------------- | ------------------------- |
| المساحة (كم2)                                             | 65.61 ألف                        | 702                       |
| عدد السكان (نسمة)                                         | 21.44 مليون                      | 105.54 ألف                |
| الكثافة السكانية (ن./كم²)                                 | 326.78                           | 15.03 ألف                 |
| العاصمة                                                   | سري جاياواردنابورا كوتي، كولمبو  | باليكير                   |
| اللغة الرسمية                                             | اللغة السنهالية، اللغة التاميلية | لغة إنجليزية              |
| العملة                                                    | روبية سريلانكي                   | دولار أمريكي              |
| الناتج المحلي الإجمالي (بليون دولار)                      | 87.17 مليار                      | 336.43 مليون              |
| الناتج المحلي الإجمالي (تعادل القوة الشرائية) بليون دولار | 246.62 مليار                     | 365.27 مليون              |
| الناتج المحلي الإجمالي الاسمي للفرد دولار أمريكي          | 3.93 ألف                         | 3.02 ألف                  |
| الناتج المحلي الإجمالي للفرد دولار أمريكي                 | 11.11 ألف                        |                           |
| مؤشر التنمية البشرية                                      | 0.757                            | 0.640                     |
| رمز المكالمات الدولي                                      | +94                              | +691                      |
| رمز الإنترنت                                              | .lk،                             | .fm                       |
| المنطقة الزمنية                                           | ت ع م+05:30                      |                           |

## منظمات دولية مشتركة
يشترك البلدان في عضوية مجموعة من المنظمات الدولية، منها:
| علم المنظمة | اسم المنظمة                               | تاريخ انضمام سريلانكا | تاريخ انضمام ولايات ميكرونيسيا المتحدة |
| ----------- | ----------------------------------------- | --------------------- | -------------------------------------- |
|             | بنك التنمية الآسيوي                       | 1966                  | 1990                                   |
|             | مؤسسة التنمية الدولية                     | 27 يونيو 1961         | 24 يونيو 1993                          |
|             | يونسكو                                    | 14 نوفمبر 1949        | 19 أكتوبر 1999                         |
|             | وكالة ضمان الاستثمار متعدد الأطراف        | 27 مايو 1988          | 11 أغسطس 1993                          |
|             | الأمم المتحدة                             | 14 ديسمبر 1955        | 17 سبتمبر 1991                         |
|             | البنك الدولي للإنشاء والتعمير             | 29 أغسطس 1950         | 24 يونيو 1993                          |
|             | الاتحاد الدولي للاتصالات                  | 1897                  | 18 مارس 1993                           |
|             | منظمة حظر الأسلحة الكيميائية              | ?                     | ?                                      |
|             | مؤسسة التمويل الدولية                     | 20 يوليو 1956         | 24 يونيو 1993                          |
|             | المركز الدولي لتسوية المنازعات الاستشارية | 11 نوفمبر 1967        | 24 يوليو 1993                          |

## وصلات خارجية
- موقع وزارة الخارجية السريلانكية